# Arrondissement Riom
Arrondissement Riom je francouzský arrondissement ležící v departementu Puy-de-Dôme v regionu Auvergne. Člení se dále na 13 kantonů a 137 obcí.

## Kantony
- Aigueperse
- Combronde
- Ennezat
- Manzat
- Menat
- Montaigut
- Pionsat
- Pontaumur
- Pontgibaud
- Randan
- Riom-Est
- Riom-Ouest
- Saint-Gervais-d'Auvergne